# Павел Сухой
Па́вел О́сипович Сухо́й (на беларуски: Павел Во́сіпавіч Сухі́) е съветски авиоконструктор и учен от беларуски произход, доктор на техническите науки, един от пионерите на реактивната и свръхзвукова авиация в СССР.
Сухой е роден през 1895 в Глубокое – малко градче, намиращо се на територията на днешна Витебска област, Беларус. След дипломирането си от Московския държавен технически университет „Бауман“, той започва кариерата си в конструкторското бюро „Туполев“, където работи над самолети, като И-4, И-14 и АНТ-25. По-късно участва в конкурса с кодово име „Иванов“, в резултат на което е създаден самолетът Су-2, използван във Втората световна война.
През годините на войната, Сухой ръководи собствено конструкторско бюро (днес част от компанията „Сухой“), откъдето излизат няколко бойни самолета, в частност бронираният щурмови самолет Су-6. В периода 1949 – 1953 ръководи КБ Туполев, а от 1953 е главен (от 1956 – генерален) конструктор във възстановеното КБ Сухой.
В следвоенните години, под ръководството на Павел Сухой са създадени редица реактивни бойни самолети, сред които изтребителите прехващачи Су-9, Су-11, Су-15, Су-27, изтребителите бомбардировачи Су-7 и Су-17, фронтовият бомбардировач Су-24, щурмовият самолет Су-25, както и самолети за гражданската авиация като Су-13.
От 1958 до 1974 Сухой е депутат във Върховния съвет на СССР.
През 1957 и 1965 му е присъдено званието Герой на социалистическия труд. Павел Сухой е също носител на три ордена „Ленин“, орден „Октомврийска революция“, орден „Червено знаме на труда“, орден „Червена звезда“, „Почетен знак“, Сталинска премия (1943), Ленинска премия (1968), Държавна премия на СССР (1975). За изключителните си постижения в областта на авиационната наука и техника, през 1975 е отличен също със златния медал, носещ името на академик Андрей Туполев.